# Sailu
Sailu es una ciudad y  municipio situada en el distrito de Parbhani en el estado de Maharashtra (India). Su población es de 46915 habitantes (2011). Se encuentra a 46 km de Parbhani.

## Demografía
Según el censo de 2011 la población de Sailu era de 46915 habitantes, de los cuales 24128 eran hombres y 22787 eran mujeres. Sailu tiene una tasa media de alfabetización del 77,91%, inferior a la media estatal del 82,34%: la alfabetización masculina es del 84,74%, y la alfabetización femenina del 70,72%.